# Lactobacillus vaginalis
Lactobacillus vaginalis è una specie di batterio appartenente alla famiglia delle Lactobacillaceae.